# 新野板面
新野板麵，也称张飞板麵，是源自于中国河南省南阳市新野县一种面食。因劲道有力受到人们的喜爱。板麵製作揉好的面团在石板上反复摔打形成面条的形状，下锅和蔬菜煮熟，放入大碗中，浇上专有的新野臊子，色香味俱全。主要味道来源于臊子，麵及汤无味。

## 起源传说
相传三国时期刘备屯兵于新野县时，张飞嫌传统面条太软没劲，于是厨师反复研究，制作了“板麵条”，张飞尝后连连称赞。